# 암모늄 카바메이트
암모늄 카바메이트는 화학식 [NH4] [H2NCO2] 암모늄 양이온으로 구성된 화합물이다. NH (뉴햄프셔) +4 및 카바메이트 음이온 NH2COO−으로 이뤄져 있다. 그것은 물에 매우 용해되고 알코올에는 덜 용해되는 백색 고체이다. 암모늄 카바메이트는 암모니아(NH3)와 이산화탄소(CO2)의 반응에 의해 형성될 수 있으며 상온 및 압력에서 해당 기체로 천천히 분해된다. 암모늄 카바메이트는 중요한 비료인 요소(NH2) 2CO의 산업 합성에서 중간체이다. 

## 같이 보기
- 유기화학
- 유기 화합물